# 凯撒啤酒
凯撒啤酒厂（德語：Brauerei Kaiserdom）， 德国一家具有悠久历史传统的啤酒酿酒厂。
它始建于 1718 年。座落于德国老城班贝格，自1910年起由沃尔尼家族 (Georg Wörner, Felix Wörner) 拥有。年产量三千两百万升啤酒， 销售到世界上65个国家。有多种口味产品获得欧洲农业金奖。

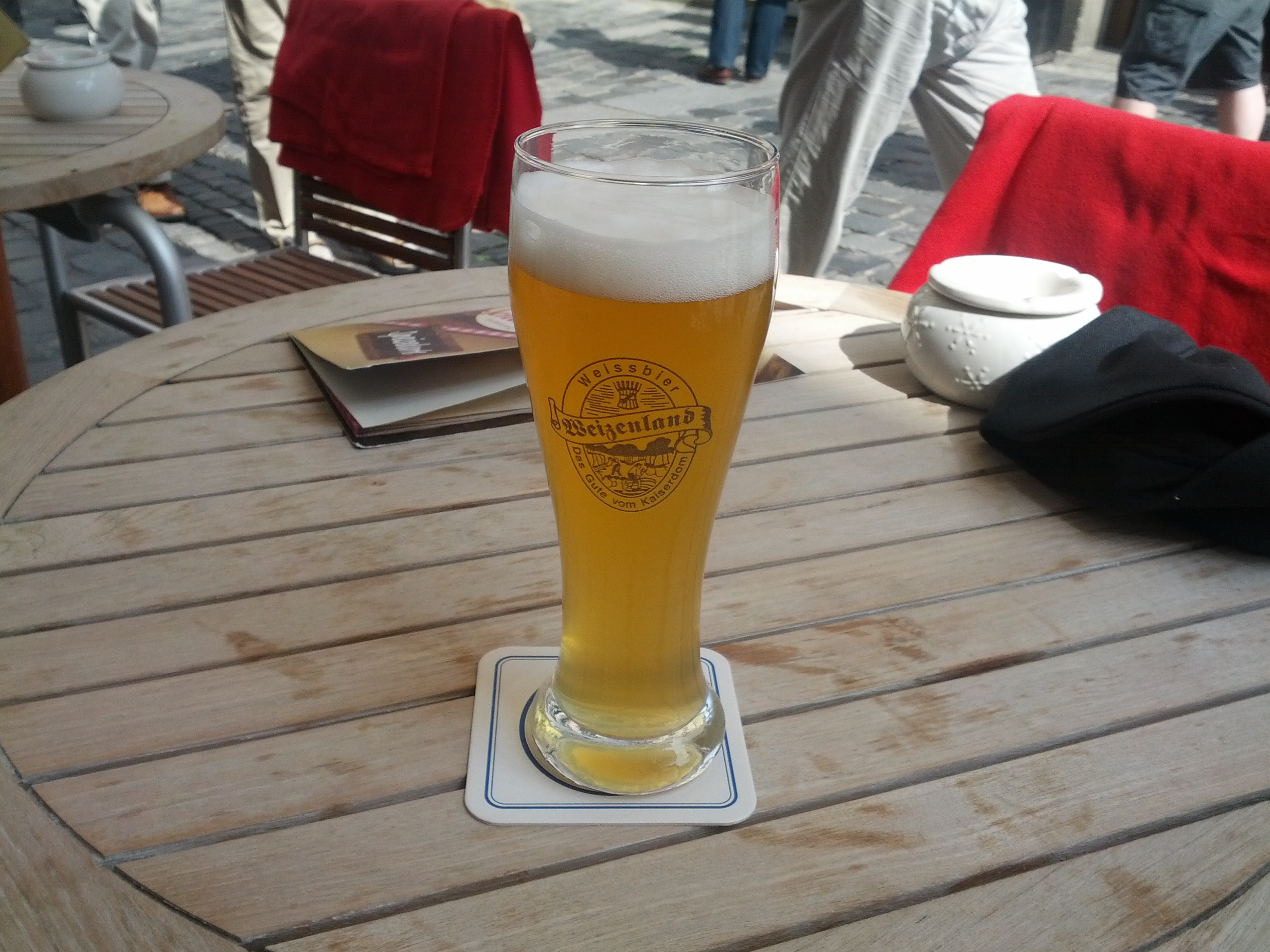